# Правило Біо
Правило Біо (рос. правило Био, англ. Biot’s rule, нім. Biotsche Regel f) – у мінералогії – правило, за яким кварц обертає площину поляризації світла, що проходить паралельно оптичній осі, в правий, або в лівий бік (правобічний і лівобічний кварц).